# Monica Roșu
Monica Roşu (11 de Maio de 1987, Bacău) é uma ginasta romena que competiu em provas de ginástica artística. Roşu fez parte da equipe romena que conquistou a medalha de ouro por equipes nos Jogos Olímpicos de 2004 em Atenas. Roşu também conquistou a medalha de ouro na prova do salto em Atenas.